# Henri Fantin-Latour

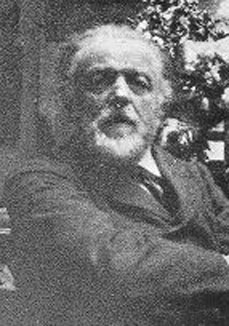
Henri Fantin-Latour

Ignace Henri Jean Théodore Fantin-Latour, född 14 januari 1836 i Grenoble, Isère, Frankrike, död 25 augusti 1904, var en fransk målare och litograf. Han är mest känd för sina målningar med blomstermotiv och grupporträtt med sina vänner - konstnärer och författare i Paris.

## Biografi
Hans far Théodore Fantin-Latour var porträttmålare och undervisade inom konst. Hans mor var från Ryssland. 1841 flyttade familjen till Paris. Henri började tidigt med konst, först fick han lektioner av sin far och 1850-1854 studerade han teckning vid Lecoq de Boisbaudran.  Efter en kort tid vid École des Beaux-Arts arbetade han en period i Gustave Courbets ateljé. Från 1853 började han regelbundet kopiera verk av de gamla mästarna i Louvren och målningar av Delacroix i Musée du Luxembourg. Under 12 år försörjde han sig huvudsakligen på att framställa sådana kopior.
Han träffade Edgar Degas i Louvren 1855, Édouard Manet 1857 och Berthe Morisot 1858. 1858 blev han även vän med James McNeill Whistler som bjöd Henri Fantin-Latour att besöka London 1859. Detta gjorde att han bekantade sig med den konstnärliga miljön i den engelska huvudstaden och 1864 hade han en utställning där på Royal Academy. I London blev han särskilt populär för sina blomstermålningar.
Trots nära kontakter och vänskap med många tongivande impressionister, förkastade han deras teorier och deltog aldrig i deras utställningar.

## Utmärkelser
1879 belönades han med hederslegionen.
Asteroiden 10311 Fantin-Latour är uppkallad efter honom.

## Hans verk
Henri Fantin-Latour är mest ihågkommen för sina blomstermålningar. Till exempel utgörs omslaget på rockgruppen New Orders album Power, Corruption & Lies av ett av Fantin-Latours stilleben. Han målade flera grupporträtt, bland annat Hommage à Delacroix (1864), The Toast (1865), En ateljé i Batignolles (1870), Vid bordet (1872), Runt pianot (1885). Dessa är ett rikt galleri med den tidens prominenta personer: konstnärer, poeter och musiker. Han lämnade tjugotre självporträtt efter sig. Både hans stilleben och porträtt är målade på ett realistiskt sätt i de gamla mästarnas tradition. Hans många litografier och målningar inspirerade av fantasifulla teman, avslöjar hans romantiska passion för Wagner, Berlioz och Schumann. Dessa arbeten påverkade starkt senare symbolistiska konstnärer, såsom Odilon Redon. Fantin-Latour finns representerad vid bland annat Nationalmuseum i Stockholm och Göteborgs konstmuseum.

## Galleri

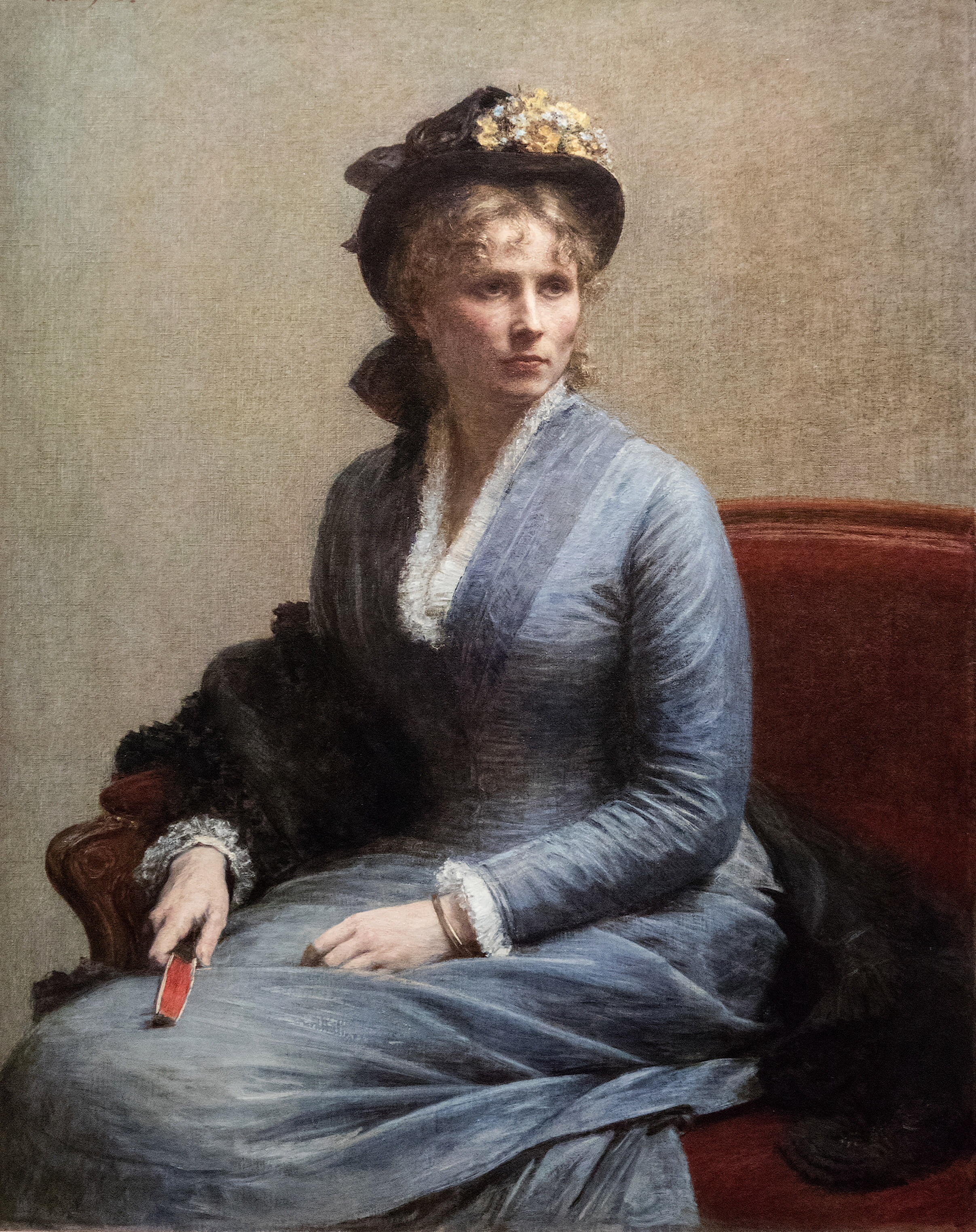
Charlotte Dubourg, (1882) - konstnärens svägerska.
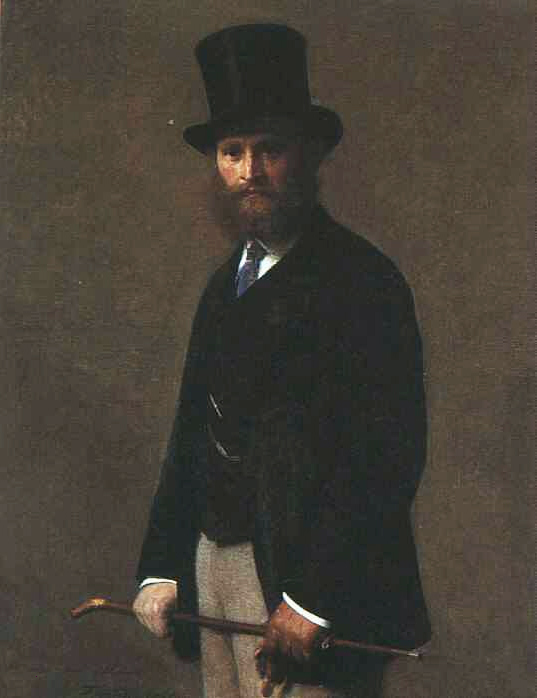
Édouard Manet, (1867).
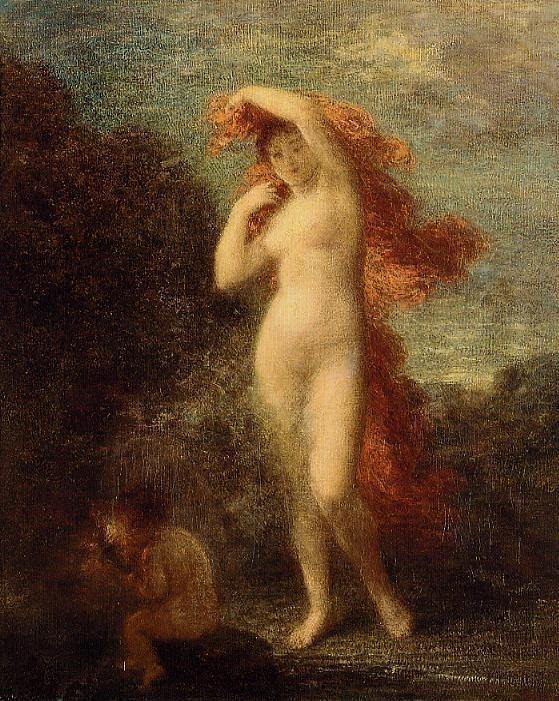
Venus och Cupido, (1867).
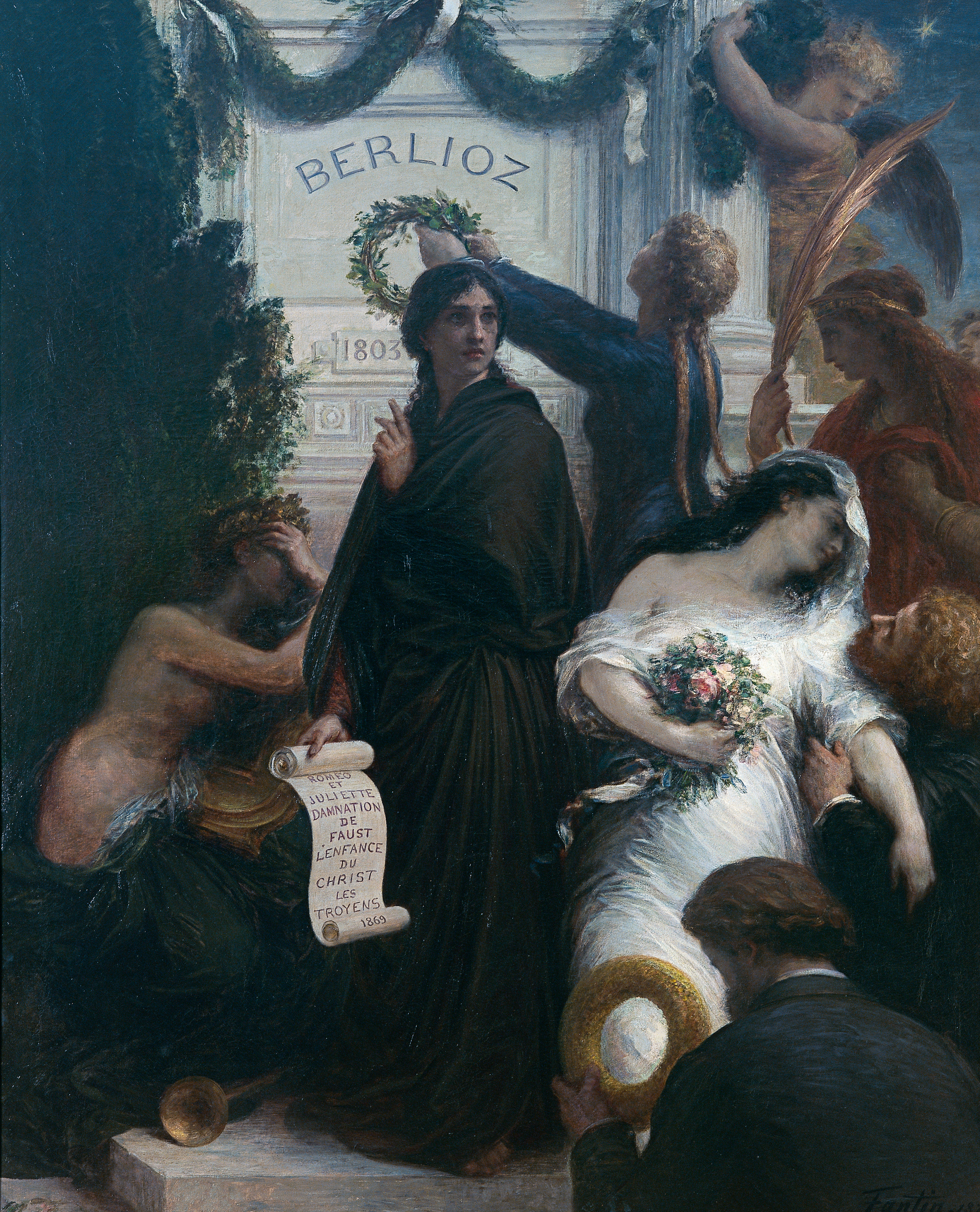
Årsminnet av kompositören Hector Berlioz, 1878
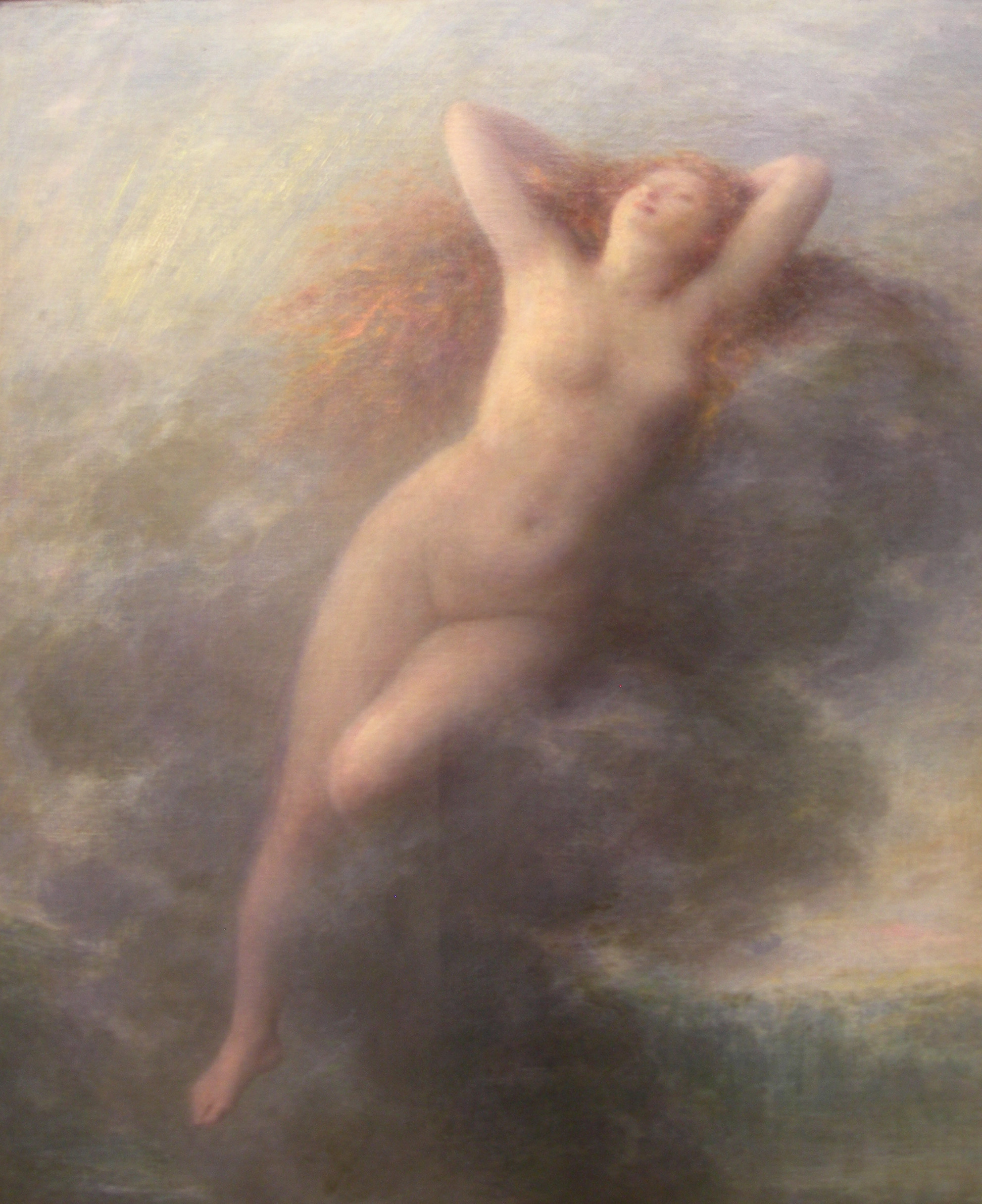
Morgomrodnaden
Sonia, 1890, National Gallery of Art
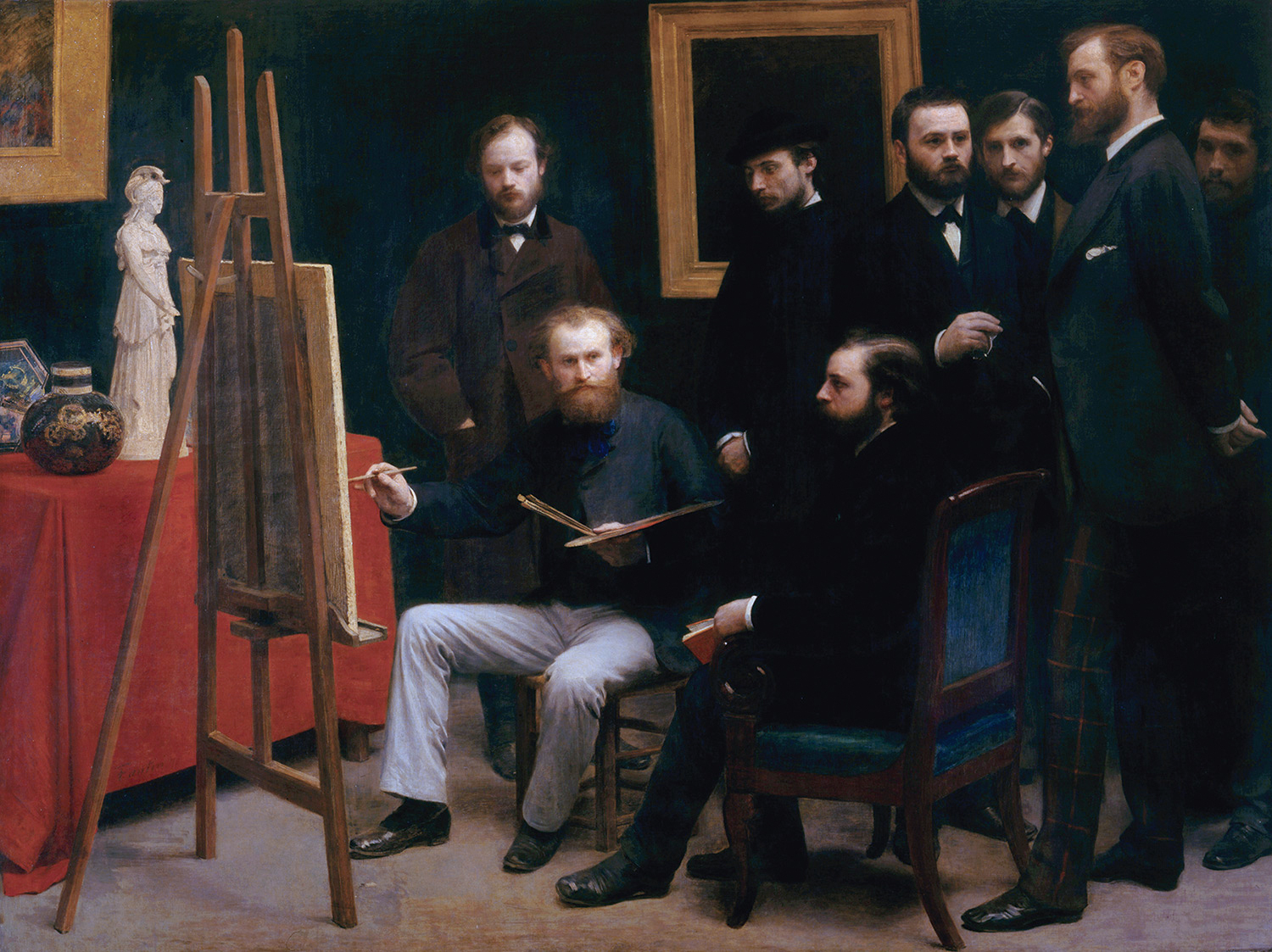
En ateljé i Batignolles (1870).
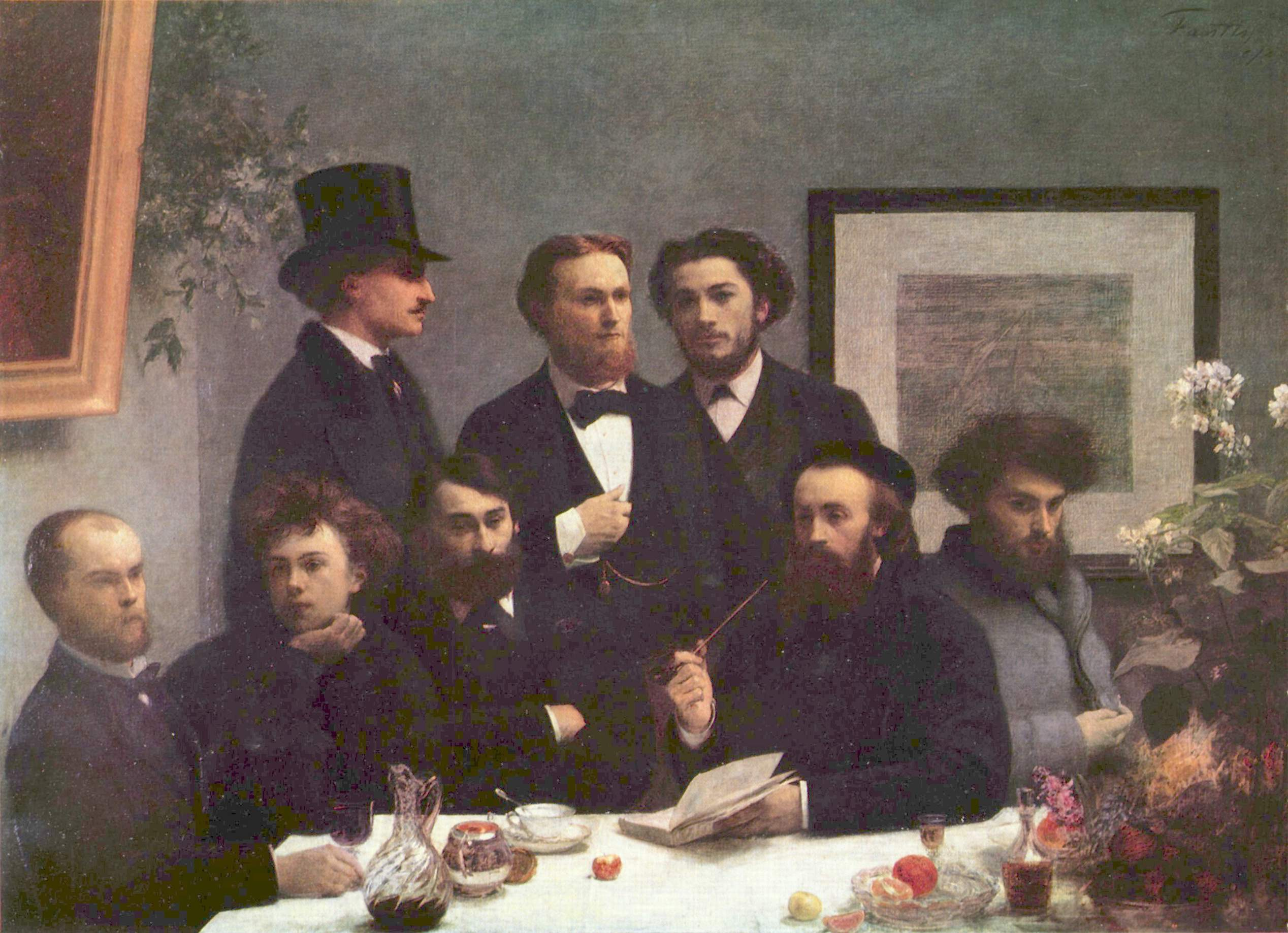
Bordshörn (1872), med Paul Verlaine och Arthur Rimbaud till vänster.
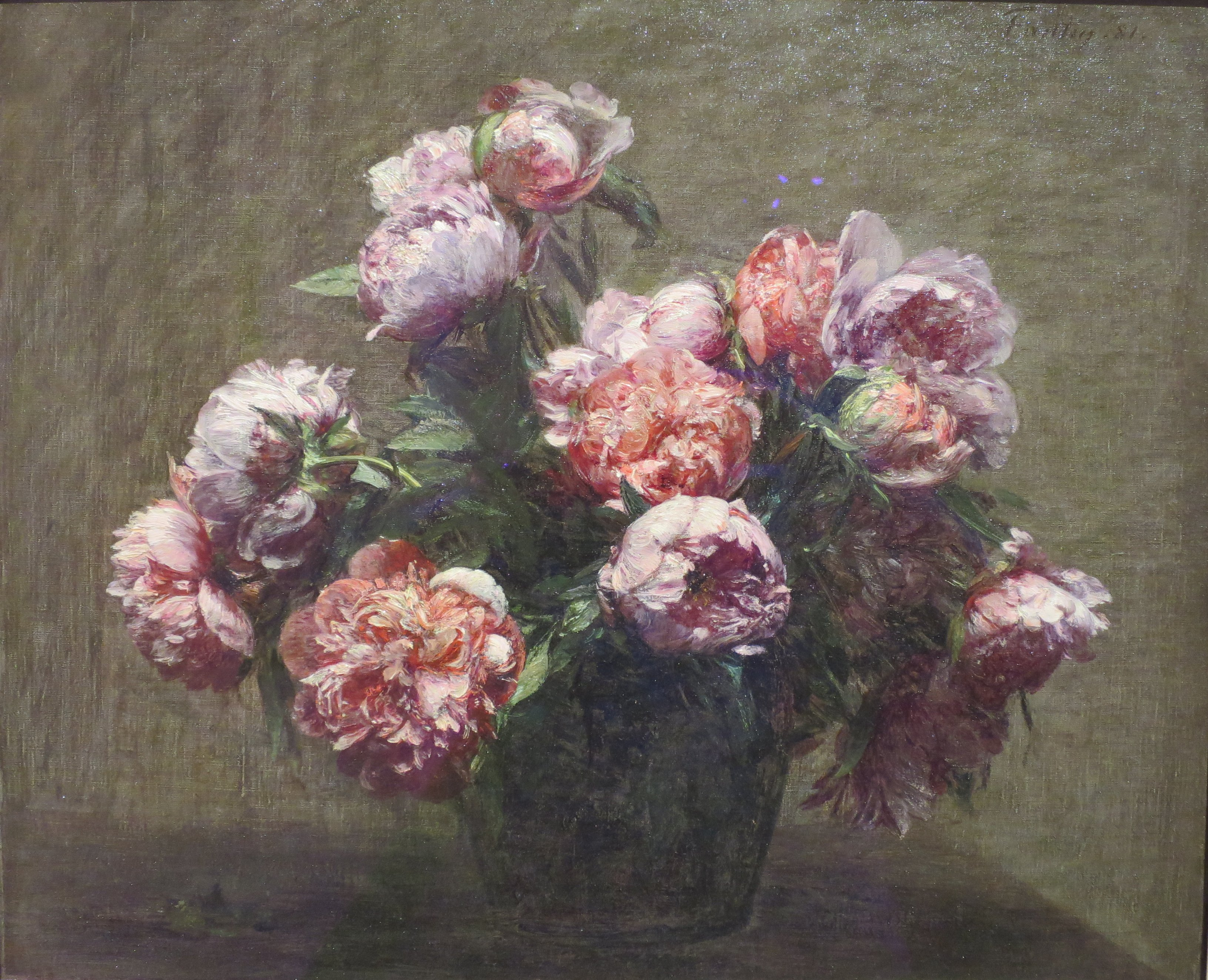
Vas med pioner (1881).
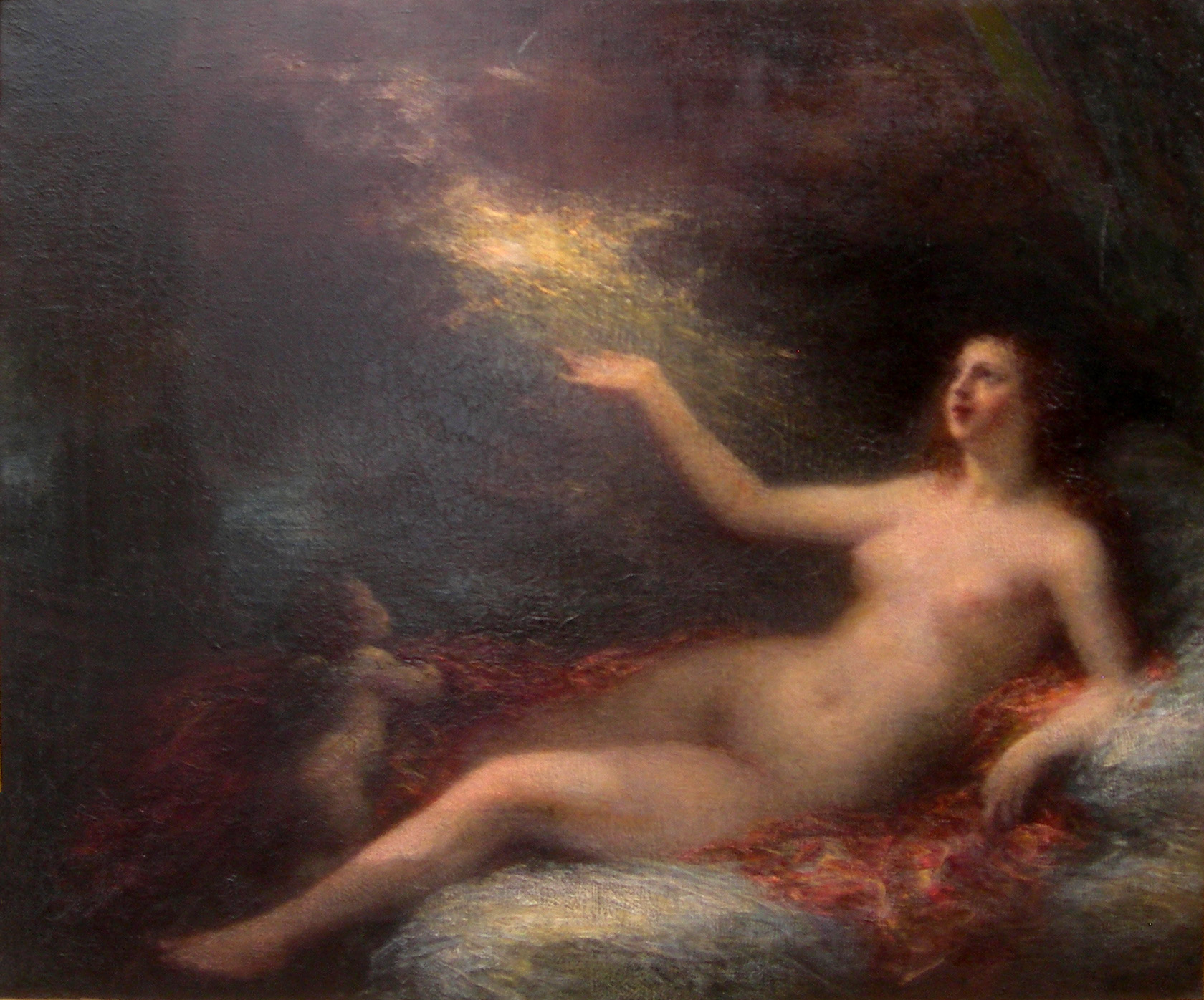
Danaë och guldregnet
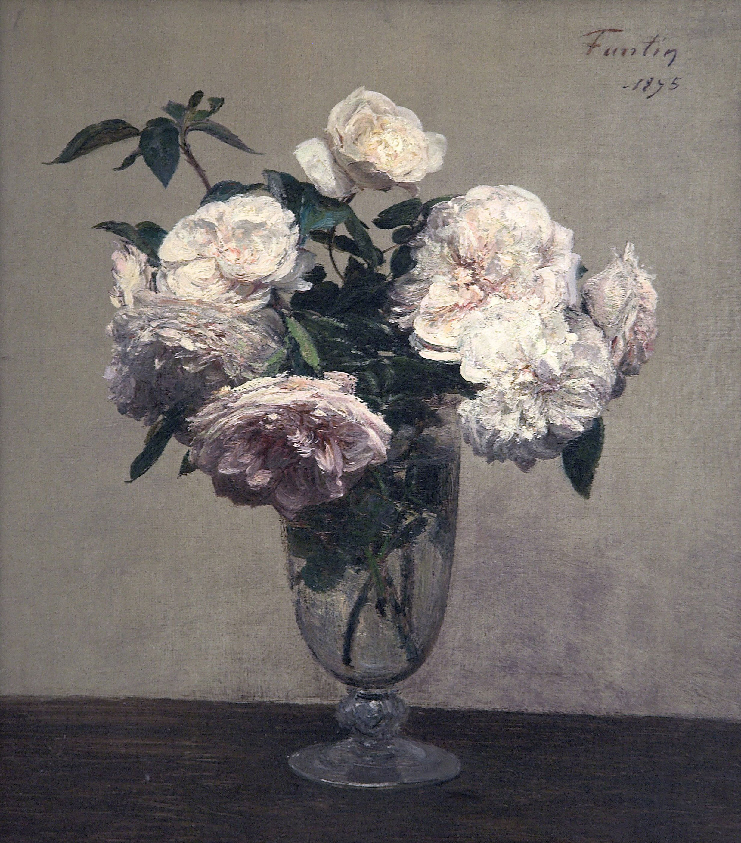
Vas med rosor, (1875).
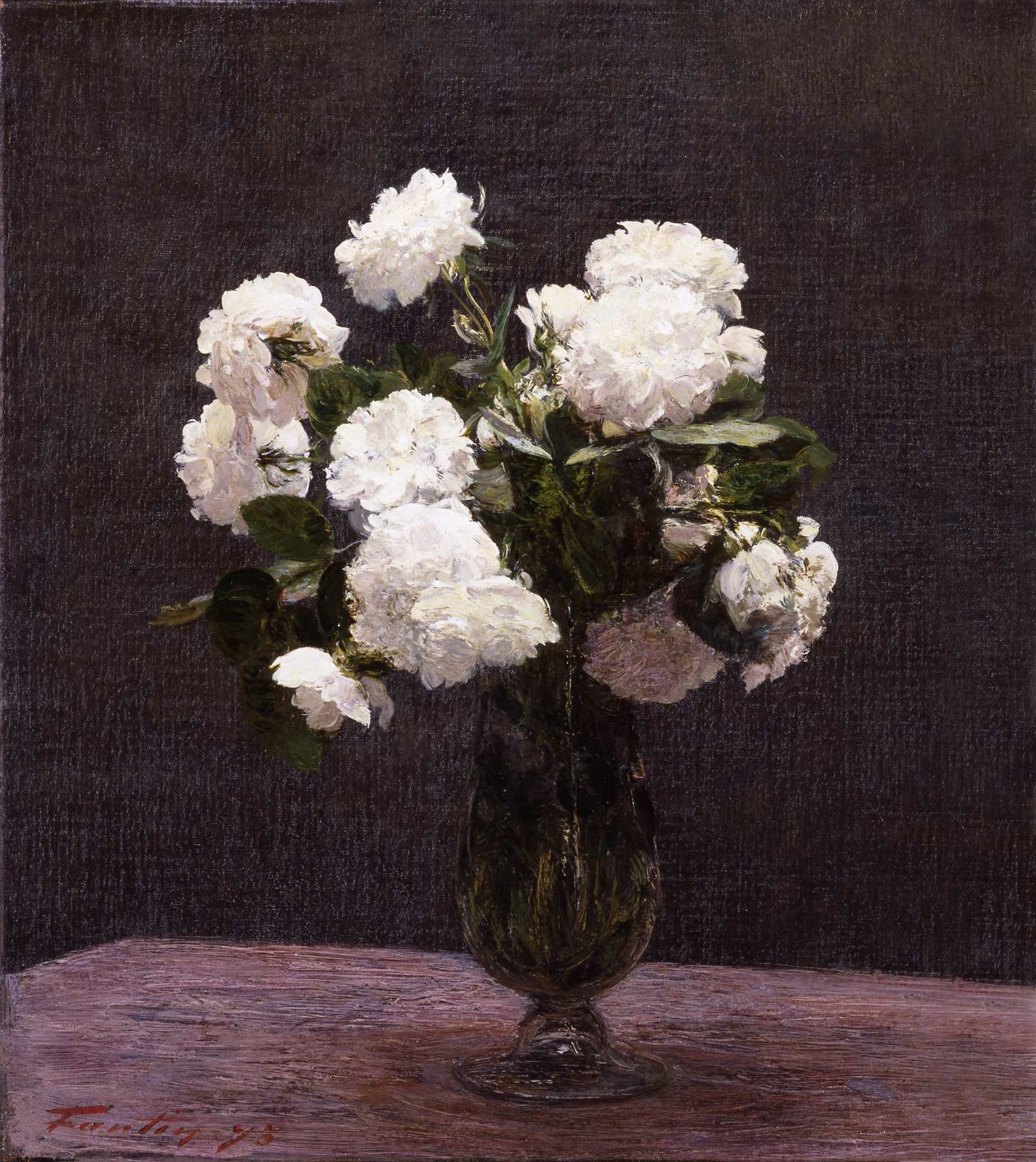
White Roses, 1875

## Ros
En centifoliaros  har uppkallats efter Henri Fantin-Latour. Rosen är väldoftande, ljusrosa, sommarblommande ros och liknar de rosor han målade. Rosen heter just Fantin-Latour.